# Richard Grenville (Politiker, 1678)
Richard Grenville (* 23. März 1678; † 1727) war ein britischer Whig-Politiker des 18. Jahrhunderts, der von 1715 bis zu seinem Tod als MP die Wahlkreise Wendover und Buckingham in Buckinghamshire vertrat. Er war der Vater, Schwiegervater und Großvater mehrerer britischer Premierminister. Seine Nachkommen in direkter männlicher Linie hatten zu verschiedenen Zeiten die Adelstitel Earl Temple, Marquess of Buckingham und die Duke of Buckingham and Chandos inne.

## Leben
Grenville wurde als ältester Sohn des Richard Grenville, aus Wotton Underwood in Buckinghamshire, zeitweiliger High Sheriff of Buckinghamshire, und der Eleanor Temple, Tochter von Sir Peter Temple (1613–1660), geboren. 1710 heiratete er Hester Temple, die spätere Countess Temple und Erbin des Familiensitzes der Adelsfamilie Temple, Stowe House. Hester war die älteste Schwester des Generals und späteren Feldmarschalls Richard Temple, 1. Viscount Cobham. Das Paar hatte folgende Kinder:
- Richard Grenville-Temple, 2. Earl Temple (1711–1779), Politiker
- Rt. Hon. George Grenville (1712–1770), Premierminister Großbritanniens von 1763 bis 1765
- Rt. Hon. James Grenville (1715–1783), Privy Counsellor
- Hon. Henry Grenville (1717–1784), Diplomat und Politiker
- Captain Thomas Henry Grenville (1719–1747), Marineoffizier
- Hester Grenville, Baroness Chatham (1720–1803) ⚭ 1754 William Pitt, 1. Earl of Chatham (Premierminister von 1766 bis 1768)

Unter den weiteren Nachfahren befinden sich die Enkel William Pitt der Jüngere (Premierminister von 1783 bis 1800 und von 1804 bis 1806) und William Grenville, 1. Baron Grenville (Premierminister von 1806 bis 1807).
Nach dem frühen Tod Grenvilles 1727 wurden die Kinder faktisch vom selbst kinderlosen Schwager, dem 1. Viscount Cobham, adoptiert. Grenvilles Witwe Hester wurde nach dem Tod ihres Bruders im Jahre 1749 zur Countess Temple erhoben, sie starb 1752. George Nugent-Temple-Grenville, 3. Earl Temple wurde 1784 der Titel eines Marquess of Buckingham verliehen. Schließlich erlangte die Familie 1822 den Titel Duke of Buckingham and Chandos, der erstmals an Richard Temple-Nugent-Brydges-Chandos-Grenville, 1. Duke of Buckingham and Chandos verliehen wurde. Beim Tode von Richard Temple-Nugent-Brydges-Chandos-Grenville, 3. Duke of Buckingham and Chandos 1889 erloschen das Marquessat und das Dukedom. Die Titel Earl Temple of Stowe und Viscount Cobham blieben hingegen bestehen.